# Macutula
Macutula is een geslacht van spinnen uit de familie springspinnen (Salticidae).

## Soorten
De volgende soorten zijn bij het geslacht ingedeeld:
- Macutula aracoiaba Ruiz, 2011
- Macutula caruaru Ruiz, 2011
- Macutula santana Ruiz, 2011